# Мелиссино, Пётр Иванович
Пётр Иванович Мелиссино (греч. Μελισσηνός; 1726—1797/1798) — первый русский генерал от артиллерии, брат И. И. Мелиссино, отец А. П. Мелиссино.

## Биография
Сын греческого лекаря, род которого происходил с Кефалонии и Крита, прибывшего в Россию во времена Петра I из Венеции, а при Анне Иоанновне ставшего вице-президентом Медицинской канцелярии. В 1740 году отдан на воспитание в Сухопутный кадетский корпус. В 1756 году получил чин капитана, в 1759 году переведен по собственному желанию в артиллерию и получил звание майора. Участвовал в Семилетней войне. Фигурой, ростом и осанкой Мелиссино настолько напоминал Петра I, что скульптор Фальконе якобы просил его позировать для фигуры «Медного всадника».
В первую русско-турецкую войну (1768—1774) был уже полковником, ему было поручено начальство над всей артиллерией 1-й армии генерала А. М. Голицына, затем П. А. Румянцева, 1 января 1770 года получил чин генерал-майора. Способствовал победам под Хотином, при Ларге и при Кагуле. В сражении при Кагуле, когда турки опрокинули каре Племянникова и готовы были ворваться в каре Олица, хладнокровно открыл огонь картечью и содействовал отражению турок. За этот подвиг награждён орденом Святого Георгия Победоносца III степени. За кампанию 1773 года получил орден Святой Анны. Получил репутацию одного из лучших артиллеристов своего времени.
По окончании Турецкой войны некоторое время служил в Главной канцелярии артиллерии и фортификации. В 1782 году получил чин генерал-поручика, на следующий год назначен директором Соединенной артиллерийской и инженерной дворянской школы. Позже исполнял должности старшего члена Экспедиции Государственной Военной коллегии и первоприсутствующего в канцелярии Главной артиллерии и фортификации. 1 января 1789 года награждён орденом Св. Александра Невского. За несколько дней до кончины Екатерины II получил от неё орден Владимира I степени.
По воцарении императора Павла I в 1796 году назначен инспектором всей артиллерии, первым в российской армии получил чин генерала от артиллерии, стал кавалером ордена Святого Андрея Первозванного. Мелиссино отличил и вывел в люди Аракчеева, рекомендовав его цесаревичу Павлу Петровичу. Он не только ценил Аракчеева, как хорошего артиллериста, но и питал к нему «чувства отца» и называл его «любезным сыном».
Мелиссино играл большую роль в истории русского масонства. Находясь на службе в Яссах в 1778 году, он учредил там ложу «Марса». Занимая видное положение среди петербургских масонов, создал свою «особую масонскую систему» и в тайном «конклаве» из 10 избранных лиц изучал «неизвестные и неисследованные» тайны природы, которые давали повод к высшей славе и хвале Создателя. Но, несмотря на это стремление к «пониманию цели жизни» и к обретению «истины и мудрости», он не был идеалом добродетелей. Как пишет великий князь Николай Михайлович:

«Мелиссино был очень слабохарактерным и до глубокой старости сластолюбивым человеком. Его дом был образцом не только европейского комфорта, но и чисто восточной неги. Он потратил большую сумму на обустройство своей дачи и дал ей название Ma Folie. На старости лет Мелиссино основал Филадельфийское общество, в котором молодые развратники из золотой молодежи, в роде братьев Зубовых, проходили курс всевозможных беспутств, под опытным руководством старого сатира Мелиссино».
Умер 26 декабря 1797 (6 января 1798) года. Похоронен в Лазаревской церкви Александро-Невской лавры.
Жена — Мария Дмитриевна Кацарева (1740—1801), похоронена рядом с мужем. Их единственный сын и последний представитель фамилии Мелиссино, Алексей Петрович (1759—1813), в чине генерал-майора был смертельно ранен в сражении под Дрезденом.